# Sings the Songs That Made Him Famous
Sings the Songs That Made Him Famous ist das zweite Studioalbum des Country-Sängers Johnny Cash. Es erschien am 13. November 1958 bei Sun Records und wurde von Sam Phillips und Jack Clement produziert. Kurz vor der Veröffentlichung war Cash zu Columbia Records gewechselt. Das Album enthält drei Nummer-eins-Hits der Country-Charts und zusätzlich die erneute Veröffentlichung von Cashs erstem Charts-Spitzenreiter I Walk the Line.

## Inhalte
Anders als bei seinem ersten Album With His Hot and Blue Guitar handeln die Songs dieser LP überwiegend von Liebesbeziehungen.  Während Cash den Hintergrundgesang bei Ballad of a Teenage Queen mochte, fand er, dass der Song Guess Things Happen That Way dadurch „vollkommen ruiniert“ worden sei. Beide Titel erreichten die Spitze der Country-Charts. Guess Things Happen That Way erreichte außerdem Platz 11 der Pop-Charts und war damit Cashs größter Erfolg bei Sun Records in den Pop-Single-Charts.
Produzent Clement, der beide Songs geschrieben hatte, fand Ballad of a Teenage Queen „so süß, dass es einen Diabetiker ins Koma stürzen könne“. Während einer Werbetour in Kanada kürte Cash nach jedem Auftritt im Publikum die Teenage Queen des Abends. Eine der Siegerinnen starb unter tragischen Umständen, weshalb die Zweitplatzierte nachrückte; es war die Sängerin Joni Mitchell. Den meisten Quellen zufolge mochte Cash die Nummer nicht und spielte sie nach der Trennung von Sun nur noch selten live.
Weitere bekannte Stücke des Albums sind Big River und Home of the Blues. Während ersterer von einer verlorengegangen Liebe handelt, thematisiert Cash in letzterem seine Kindheit, die durch harte Arbeit auf den Baumwollfeldern geprägt war.

## Titelliste
1. Ballad of a Teenage Queen (Jack Clement) – 2:13
2. There You Go (Cash) – 2:19
3. I Walk the Line (Cash) – 2:46
4. Don't Make Me Go (Cash) – 2:31
5. Guess Things Happen That Way (Clement) – 1:52
6. Train of Love (Cash) – 2:24
7. The Ways of a Woman in Love (Bill Justis, Charlie Rich) – 2:16
8. Next in Line (Cash) – 2:49
9. You're the Nearest Thing to Heaven (Jim Atkins, Cash, Hoyt Johnson) – 2:42
10. I Can't Help It (If I'm Still in Love with You) (Hank Williams) – 1:49
11. Home of the Blues (Cash, Glen Douglas, Vic McAlpin) – 2:41
12. Big River (Cash) – 2:35

## Charts
Singles – Billboard
| Jahr | Titel                                | Singlecharts | Position |
| ---- | ------------------------------------ | ------------ | -------- |
| 1956 | "There You Go"                       | Country      | 1        |
| 1957 | "Don't Make Me Go"                   | Country      | 9        |
| 1957 | "Home of the Blues"                  | Country      | 3        |
| 1957 | "Home of the Blues"                  | Pop          | 88       |
| 1957 | "Next in Line"                       | Country      | 9        |
| 1957 | "Next in Line"                       | Pop          | 99       |
| 1957 | "Train of Love"                      | Country      | 7        |
| 1958 | "Ballad of a Teenage Queen"          | Country      | 1        |
| 1958 | "Ballad of a Teenage Queen"          | Pop          | 14       |
| 1958 | "Big River"                          | Country      | 4        |
| 1958 | "Big River"                          | Pop          | 14       |
| 1958 | "Guess Things Happen That Way"       | Country      | 1        |
| 1958 | "Guess Things Happen That Way"       | Pop          | 11       |
| 1958 | "The Ways of a Woman in Love"        | Country      | 2        |
| 1958 | "The Ways of a Woman in Love"        | Pop          | 24       |
| 1958 | "You're the Nearest Thing to Heaven" | Country      | 5        |
| 1958 | "You're the Nearest Thing to Heaven" | Pop          | 24       |